# Juliet Haslam
Juliet Haslam, född den 31 maj 1969 i Adelaide, Australien, är en australisk landhockeyspelare.
Hon tog OS-guld i damernas landhockeyturnering i samband med de olympiska landhockeytävlingarna 1996 i Atlanta.
Hon tog OS-guld igen i damernas landhockeyturnering i samband med de olympiska landhockeytävlingarna 2000 i Sydney.